# Стефан Вујановски
Стефан Вујановски (Брђани Цеста код Суње, 1737 — Нови Сад, 31. јануар 1829) био је српски учитељ и надзорник српских школа.

## Биографија

### Младост и образовање
Отац му је био граничар који је стекао заслуге у аустријско-турским ратовима. Свештеник у родном селу га је научио да чита и пише славеносрпски. Потом је завршио немачку граничарску основну школу. Школовање наставља у Покрово-богородичиној школи у Сремским Карловцима (1759-1762), где му је професор био познати историчар Јован Рајић.
У Вуковару је радио као учитељ и васпитач сина трговца Георгија Димића, с којим је отишао у Шопрон и на евангеличком лицеју завршио филозофију (7. и 8. разред гимназије). Одатле са својим васпитаником прелази у Беч, где је 1770. уписао студије права. Тамо је упознао епископа Викентија Јовановића Видака, свог будућег ментора. Пошто је завршио студије путовао је по Немачкој, Пољској и Русији, где је истраживао образовне системе ових земаља.
Илирска дворска депутација упутила га је 1776. у бечку Норму, школу реформатора школства Јохана Игнаца фон Фелбигера. Тамо је завршио једногодишњи течај за надзорника школа.

### Надзорник школа
Од 1777. до пензионисања 1811. био је директор српских школа у Загребачком школском округу (обухватао Хрватску, Славонију и Срем) са седиштем у Осијеку. За време његовог мандата 110 основних школа је основано или обновљено. Током 1780. и 1781. организовао је течајеве на којима је 110 питомаца стекло квалификације за учитеље и „равнатеље” српских школа. Такође је подржао филозофа и писца Емануила Јанковића у његовим напорима да оснује прву српску штампарију у Новом Саду.

### Одбрана ћирилице у школама
Када је 1790. на Пожунском сабору одлучено да латиница буде уведена у српске школе Вујановски је интервенисао на највишем месту, како одлука не би била примењивана. Након молбе и митрополита Мојсија Путника наредба је повучена.

## Уџбеници
Вујановски је био аутор великог броја уџбеника. Следи кратак преглед са описима:
- Илирска словница (1779) - српска граматика
- Библична повест - у питању су делови Светог писма које је Вујановски приредио за штампу, коришћени у веронауци до Даничићевог и Вуковог превода Старог и Новог завета
- Илирска ортхепија - уџбеник за изговор гласова и правопис српског језика
- Теоретичка читанка
- Земљопис
- Илирски алфабет - мали буквар
- Руководство по аритметике (1772)
- Немецкаја граматика (Беч, 1772) - први практични уџбеник немачког језика на српском (тачније црквенословенском) језику. За ово обимно дело (560 страна) царица Марија Терезија наградила га је са 150 форинти.
- Руководство ко правоглаголанију и правописанију (Беч, 1793)
- Руководство к домостроителству (1809)

## Масон и племић
Вујановски је био члан масонске ложе Nagyszívűség у Будиму. Племићку титулу добио је 1792, као награду за рад на реформи школства.